# Courtonne-la-Meurdrac
Courtonne-la-Meurdrac település Franciaországban, Calvados megyében. Lakosainak száma 684 fő (2022. január 1.). Courtonne-la-Meurdrac Cordebugle, Courtonne-les-Deux-Églises, Firfol, Glos, Marolles, Le Mesnil-Guillaume és Saint-Denis-de-Mailloc községekkel határos.

## Népesség
A település népességének változása:
| Lakosok száma | 538  | 569  | 609  | 691  | 707  | 676  | 663  | 655  | 665  | 684  |
|               | 1968 | 1982 | 1990 | 2006 | 2013 | 2015 | 2017 | 2019 | 2020 | 2022 |